# Tamir Nabaty
Tamir Nabaty (hebräisch תמיר נבאתי; * 4. Mai 1991 in Nes Ziona) ist ein israelischer Schachspieler.

## Erfolge
Nabaty erhielt 2010 den Titel eines Internationalen Meisters. Zu diesem Zeitpunkt hatte er bereits sechs Normen erfüllt, nämlich in der israelischen Mannschaftsmeisterschaft 2008, beim 24. Open in Cappelle-la-Grande im Februar 2008, beim Czech Open in Pardubice im Juli 2008, bei der israelischen Einzelmeisterschaft in Haifa im Dezember 2008, bei der israelischen Mannschaftsmeisterschaft 2009 und bei einem Großmeisterturnier in Netanja im Juli 2009. 2011 wurde ihm der Titel eines Schachgroßmeisters verliehen, die erforderlichen Normen hatte er im Oktober 2008 beim European Club Cup in Chalkidiki, bei der israelischen Mannschaftsmeisterschaft 2010, im Juni 2010 beim internationalen Schachfestival in Albena und im Oktober 2010 beim European Club Cup in Plowdiw erfüllt. Vereinsschach spielt er in Israel für den Be'er Scheva Chess Club, mit dem er seit 2008 viermal am European Club Cup teilnahm, in Tschechien für die Mannschaft von Výstaviště Lysá nad Labem, mit der er 2019 tschechischer Mannschaftsmeister wurde, und in Deutschland für den SV Werder Bremen.
International bekannt wurde er 2006, als er bei den U-16-Weltmeisterschaften auf einem respektablen 6. Platz landete. 2010 konnte er das Albena-Open für sich entscheiden und landete damit vor unter anderem Krum Georgiew und Mircea Pârligras.
2013 wurde er in Akkon israelischer Landesmeister. In einem Turnier nach Schweizer System kam er mit 6,5 Punkten aus 9 Partien auf den ungeteilten ersten Platz.
Mit der israelischen Nationalmannschaft nahm Tabaty an der Mannschaftsweltmeisterschaft 2011 und der Mannschaftseuropameisterschaft 2013 teil.
Mitte 2018 erreichte er Platz 2 der israelischen Elo-Rangliste, knapp hinter dem langjährigen israelischen Spitzenspieler Boris Gelfand.